# دووبراونیک
دووبراونیک (به چکی: Doubravník) یک منطقهٔ مسکونی در جمهوری چک است که در ناحیه برنو-تسوونتری واقع شده‌است. دووبراونیک ۱۱٫۴۶ کیلومتر مربع مساحت و ۸۱۹ نفر جمعیت دارد و ۳۱۳ متر بالاتر از سطح دریا واقع شده‌است.